# Altorthodoxe Altritualistische Kirche in Rumänien
Die Altorthodoxe Altritualistische Kirche in Rumänien (russisch Древлеправославная старообрядческая Церковь в Румынии, Orthodoxe Kirche des alten Ritus in Rumänien, rumänisch Biserica Ortodoxă de Rit Vechi din România bis 2012 Russisch-orthodoxe Altritualistische Kirche Rumäniens, russisch Русская православная старообрядческая церковь Румынии, rumänisch Biserica Ortodoxă Rusă de Rit Vechi din România) ist gemeinsam mit der Russisch-orthodoxen altritualistischen Kirche eine der beiden altgläubigen Kirchen, die zur Hierarchie von Belaja Kriniza (der orthodoxen Kirchen) gehören.

## Geschichte
Die Lipowaner sind russische Altgläubige, die im späten 17. und frühen 18. Jahrhundert vor Glaubensverfolgung flüchteten. Das Oberhaupt der Kirche trägt den Titel Erzbischof von Belaja Kriniza und Metropolit aller altorthodoxen Christen. Sein eigentlicher Amtssitz ist in Bila Krynyzja (russisch Belaja Kriniza, rumänisch Fântâna-Albă) einem Dorf in der Oblast Tscherniwzi, Ukraine, wo heute noch eine bedeutende lipowanische Minderheit lebt. Der Bischofsstuhl wurde jedoch 1940 nach Brăila in Rumänien verlegt. Seit dem 24. Oktober 1996 ist Metropolit Leonti das Oberhaupt der orthodoxen altritualistischen Kirche. 

## Organisation
Eparchien:
- Eparchie von Brăila und Tulcea
- Eparchie von Slava
- Eparchie von Bukowina und Moldawien
- Eparchie von Nordamerika, Westeuropa, Australien
- Eparchie von Georgien